# 24 iulie
ianuarie • februarie • martie  • aprilie  • mai  • iunie  • iulie  • august  • septembrie  • octombrie  • noiembrie  • decembrie
24 iulie este a 205-a zi a calendarului gregorian și a 206-a zi în anii bisecți. Mai sunt 160 de zile până la sfârșitul anului.

## Evenimente

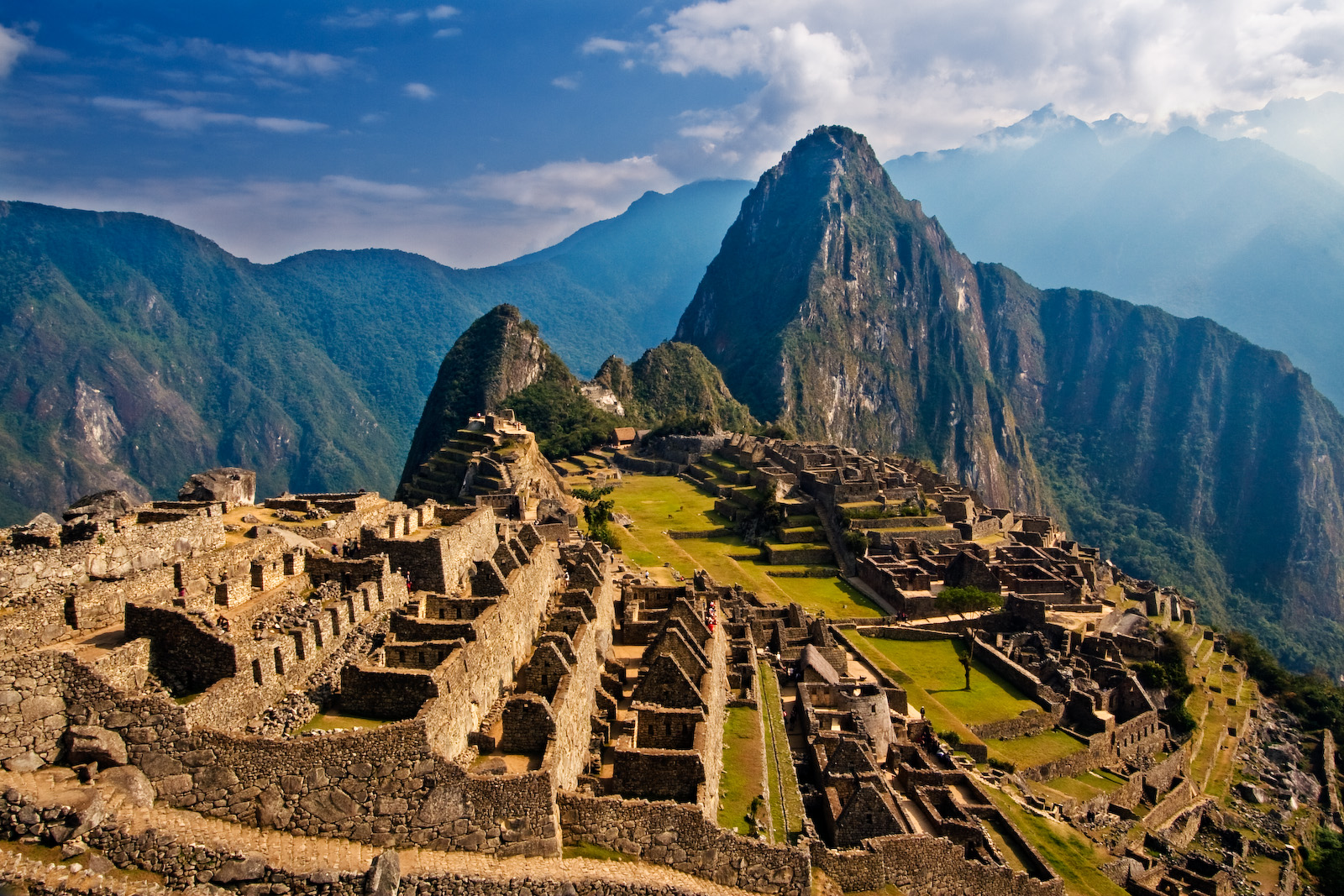
1911: Re-descoperirea orașului Machu Picchu, "orașul pierdut al incașilor".

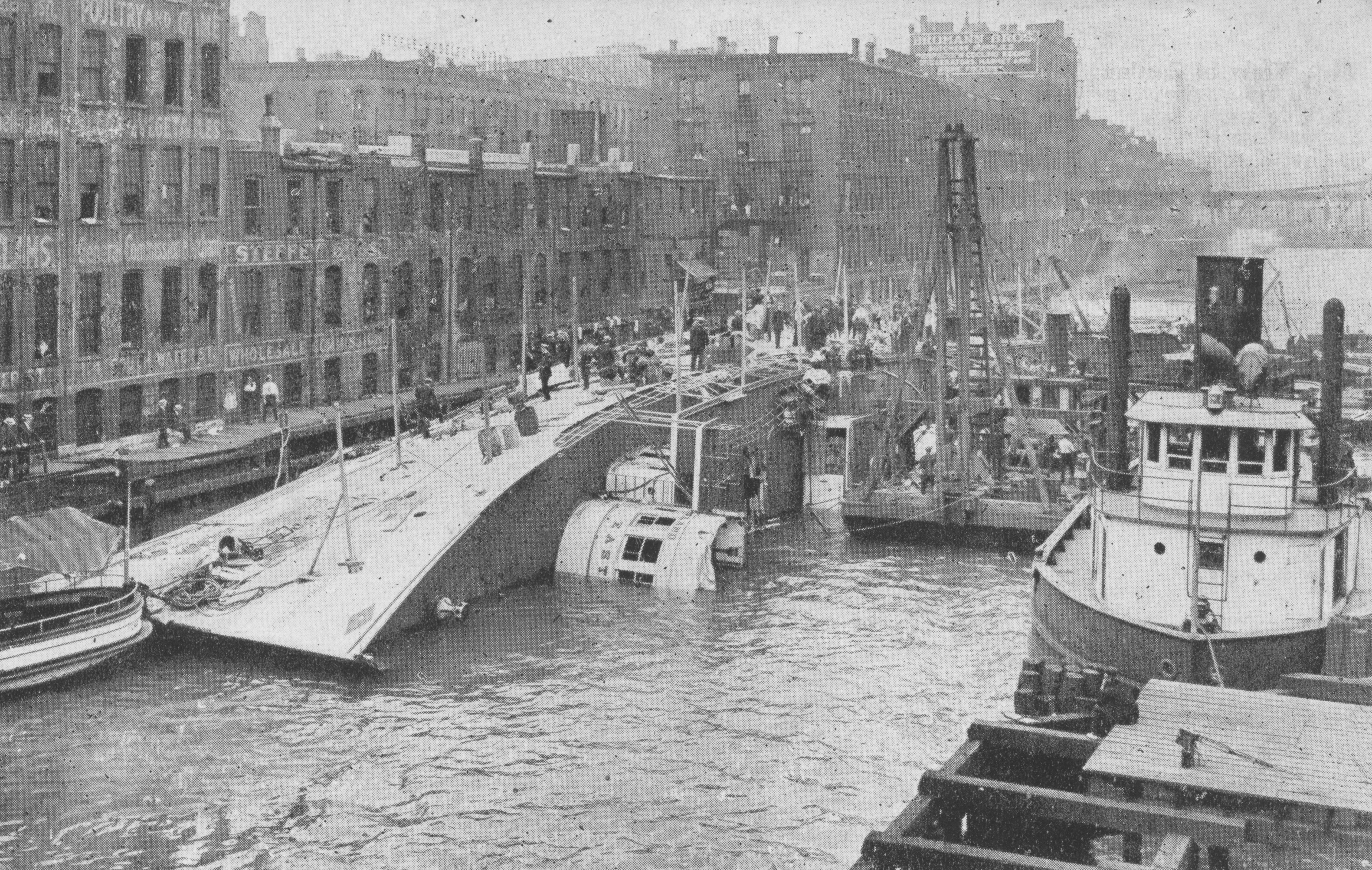
1915: În timp ce era ancorată într-un port pe râul Chicago, nava americană SS Eastland s-a înclinat înspre partea râului din cauza numărului prea mare de pasageri. 844 de oameni din 2.572 și-au pierdut viața.

- 1534: Exploratorul francez Jacques Cartier plasează o cruce pe Peninsula Gaspé și ia în posesie teritoriul, în numele regelui Francisc I al Franței.
- 1567: Maria, regină a Scoției este forțată să abdice și este înlocuită de fiul ei în vârstă de un an, Iacob al VI-lea.
- 1772: S-a desfășurat Congresul de pace de la Focșani și București. Delegațiile Moldovei și Țării Românești au cerut independența de fapt, sub garanția Austriei, Rusiei și Prusiei, și unirea celor două țări românești. (24 iulie 1772-22 martie 1773)
- 1864: Domnitorul Alexandru Ioan Cuza i-a unificat pe grănicerii munteni și moldoveni, punând bazele instituției moderne de pază a frontierelor țării.
- 1911: Re-descoperirea orașului Machu Picchu, "orașul pierdut al incașilor".
- 1915: În timp ce era ancorată într-un port pe râul Chicago, nava americană SS Eastland s-a înclinat înspre partea râului din cauza numărului prea mare de pasageri. 844 de oameni din 2.572 și-au pierdut viața.
- 1917: Bătălia de la Mărășești. Victoria armatei române comandate de generalul Eremia Grigorescu asupra trupelor germane conduse de generalul von Mackensen (24 iulie/6 august-6/19 august).
- 1923: S-a semnat tratatul de la Lausanne, prin care se stabileau granițele moderne ale Turciei, în urma războiului turc de independență.
- 1929: A intrat în vigoare pactul Briand-Kellogg, prin care mai multe state se angajau să renunțe la război ca instrument de politică externă.
- 1945: În timpul desfășurării Conferinței de la Potsdam, președintele Harry Truman l–a informat pe Stalin despre producerea în SUA a bombei atomice.
- 1949: Sunt inaugurate primele Gospodării Agricole de Stat după model sovietic.
- 1967: În timpul unei vizite oficiale în Canada, președintele francez Charles de Gaulle declară în fața unei mulțimi de peste 100.000 de oameni la Montreal: Vive le Québec libre!; declarația a înfuriat guvernul canadian și mulți canadieni anglofoni.
- 1969: Programul Apollo - Apollo 11 a amerizat la ora 19:50 în Oceanul Pacific, la 1.460 de kilometri sud-vest de insulele Hawaii, încheind prima călătorie a omului pe Lună.
- 1974: Curtea Supremă de Justiție din SUA i-a cerut președintelui american Richard Nixon să dea toate documentele ținute la Casa Albă procurorului însărcinat cu rezolvarea cazului Watergate.
- 1987: IBM-PC lansează DOS Version 3.3.
- 1990: Senatul României adoptă un proiect de lege prin care se instituie ca sărbătoare națională a României ziua 1 decembrie, zi în care, în anul 1918, prin unirea Transilvaniei cu România, s–a încheiat procesul constituirii statului național unitar român.
- 1990: Nave de război sub pavilion american au fost comasate în apele teritoriale irakiene și trupe de uscat însumând 30.000 soldați sunt desfășurate la granița irakiano-kuweitiană, în stare de alertă.
- 1995: Prima conferință interamericană la nivel înalt asupra apărării, organizată de Pentagon, la care au participat delegații din SUA, Canada și din alte 32 de state din întreaga emisferă nordică, cu excepția Cubei (Wiliamsburg, Virginia).
- 2001: Simeon de Saxa-Coburg și Gotha, care în copilărie fusese țar al Bulgariei, a devenit prim ministru al acestei țări.
- 2013:  Un tren de mare viteză a deraiat în Spania intrând cu viteza de 191 km/h într-o curbă unde vitexa maximă era limitată la 80 km/h. Din cei 222 de oameni (218 pasageri și 4 membri ai echipajului) la bord, 80 au murit și în jur de 140 au fost răniți.[1]
- 2019: După demisia Theresei May, Boris Johnson este numit noul prim-ministrul Regatului Unit.
- 2020: Are loc prima Rugăciune de Vineri de la Hagia Sofia prin care edificiul redevine moschee.

## Nașteri
- 1720: Louisa Ulrika a Prusiei, soția regelui Adolf Frederick al Suediei (d. 1782)
- 1783: Simón Bolívar, general și politician sud–american (d. 1830)
- 1802: Alexandre Dumas (tatăl), scriitor francez (d. 1870)
- 1803: Adolphe Charles Adam, compozitor francez (d. 1856)
- 1840: Avram Goldfaden, poet, dramaturg și actor rus de origine evreiască (d. 1908)
- 1840: William de Wiveleslie Abney, astronom englez, chimist și fotograf  (d. 1920)
- 1841: Raimundo de Madrazo y Garreta, pictor spaniol (d. 1920)
- 1848: Édouard Toudouze, pictor francez (d. 1907)

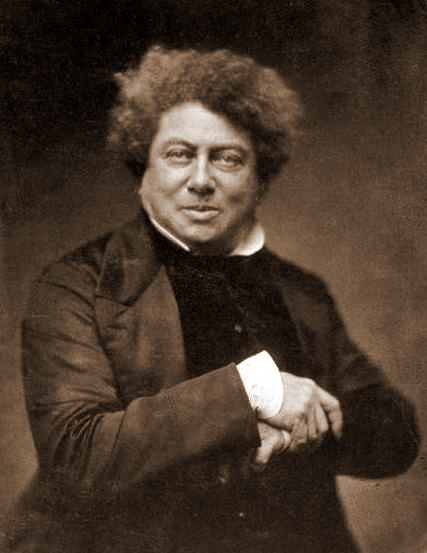
Alexandre Dumas, scriitor francez
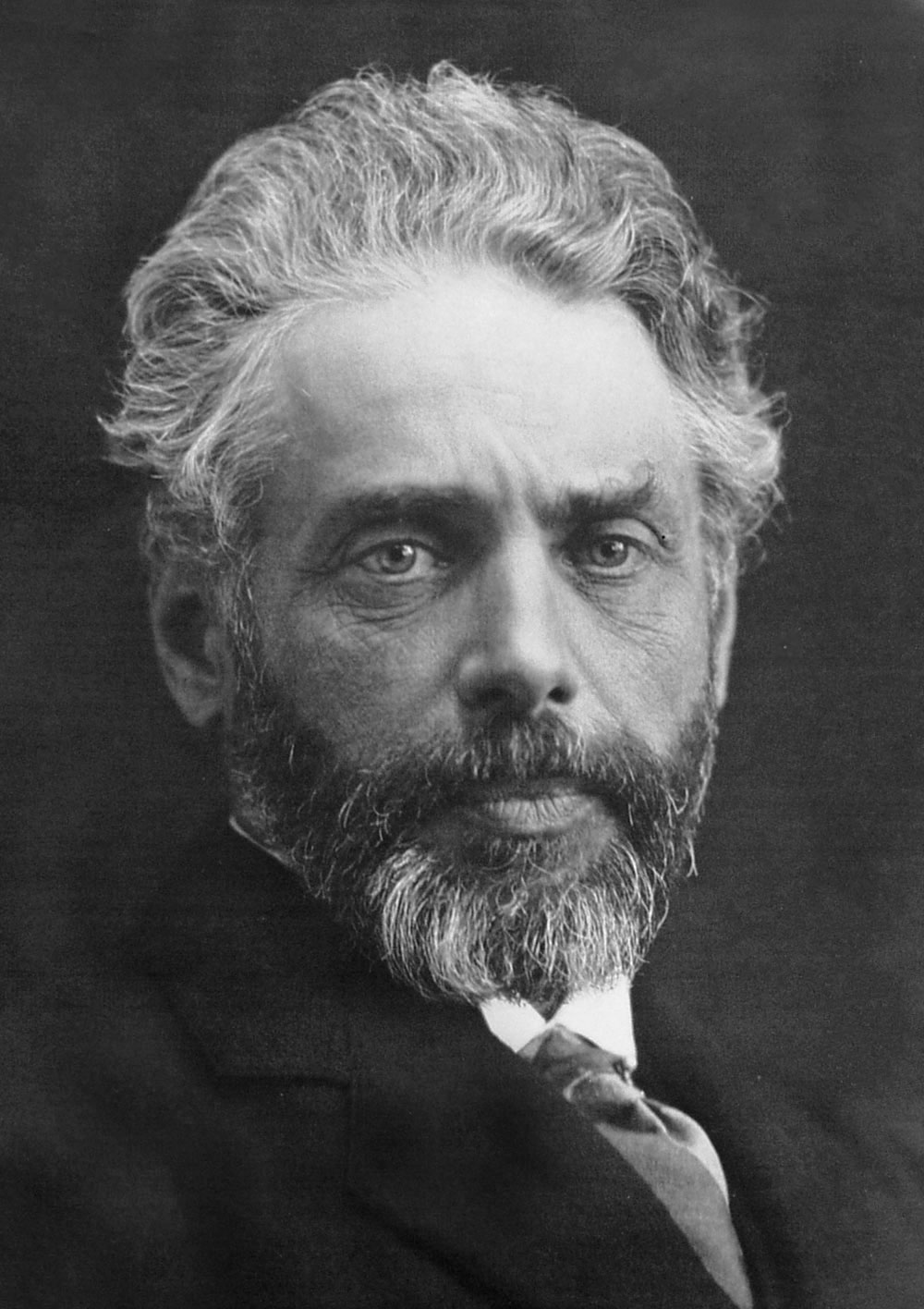
Henrik Pontoppidan, scriitor danez, laureat Nobel
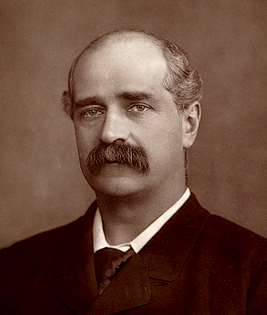
William de Wiveleslie Abney, astronom englez

- 1857: Henrik Pontoppidan, scriitor danez, laureat al Premiului Nobel pentru Literatură (d. 1943)
- 1856: Émile Picard, matematician francez (d. 1941)
- 1858: Jenő Ábel, scriitor, filolog și profesor universitar maghiar (d. 1889)
- 1860: Emile Charles Achard, medic francez, membru de onoare al Academiei Române (d. 1944)
- 1860: Alfons Mucha, desenator și pictor ceh (d. 1939)
- 1860: Charlotte, Ducesă de Saxa-Meiningen (d. 1919)
- 1864: Frank Wedekind, scriitor german (d. 1918)
- 1880: Ernest Bloch, compozitor elvețian naturalizat american (d. 1959)
- 1892: Marcel Gromaire, pictor francez (d. 1971)
- 1894: Andrei Oțetea, istoric român, membru al Academiei Române (d. 1977)
- 1895: Robert Graves, poet și scriitor britanic (d. 1985)
- 1897: Amelia Earhart, pilot american (d. 1937)
- 1900: Zelda Fitzgerald, scriitoare americană (d. 1948)
- 1908: Costache Agafiței, pictor și grafician român (d. 2002)
- 1911: George Ivașcu, publicist, critic și istoric literar român (d. 1988)

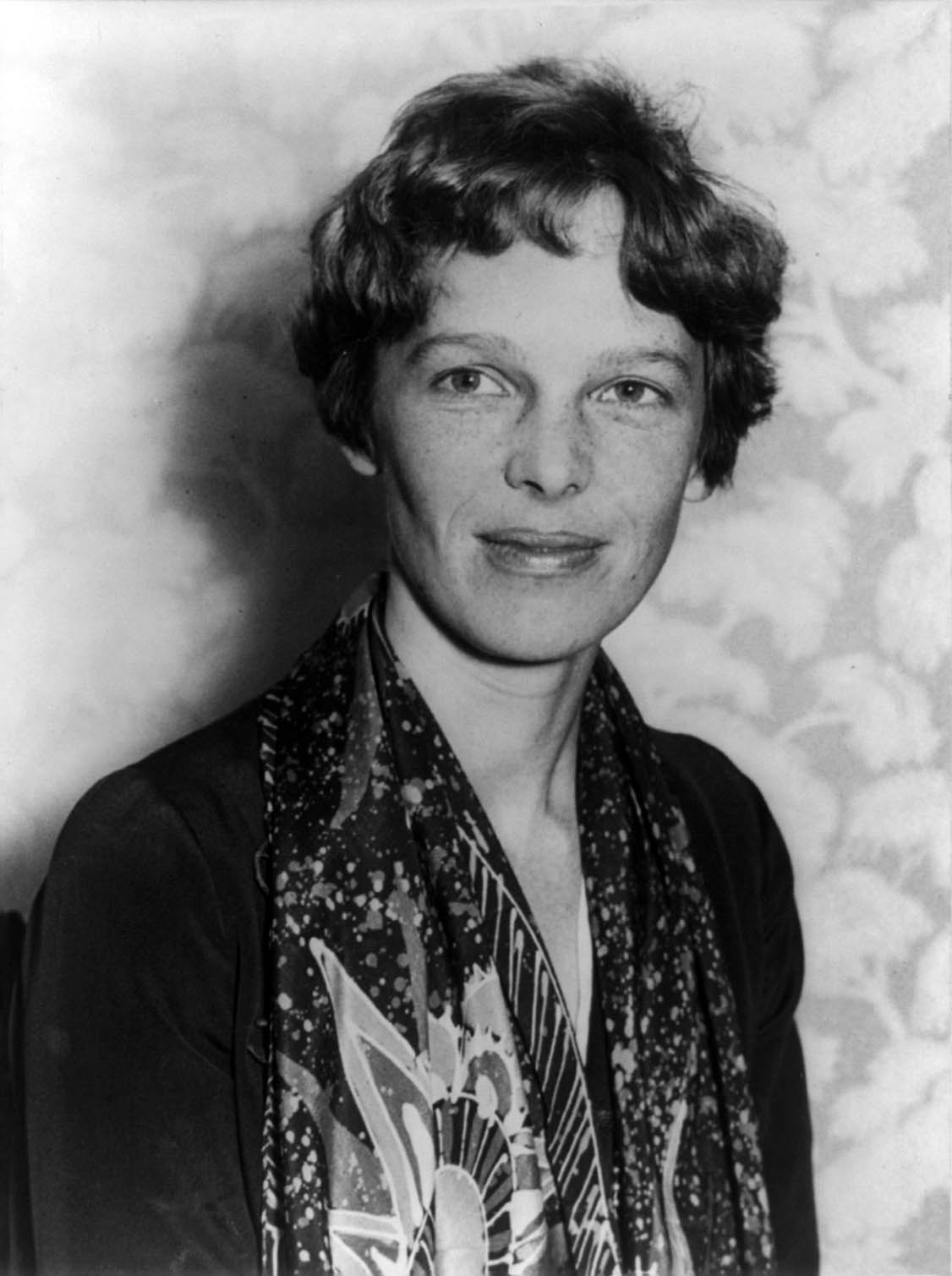
Amelia Earhart, pilot american
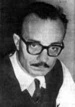
Ernesto Sabato, scriitor argentinian
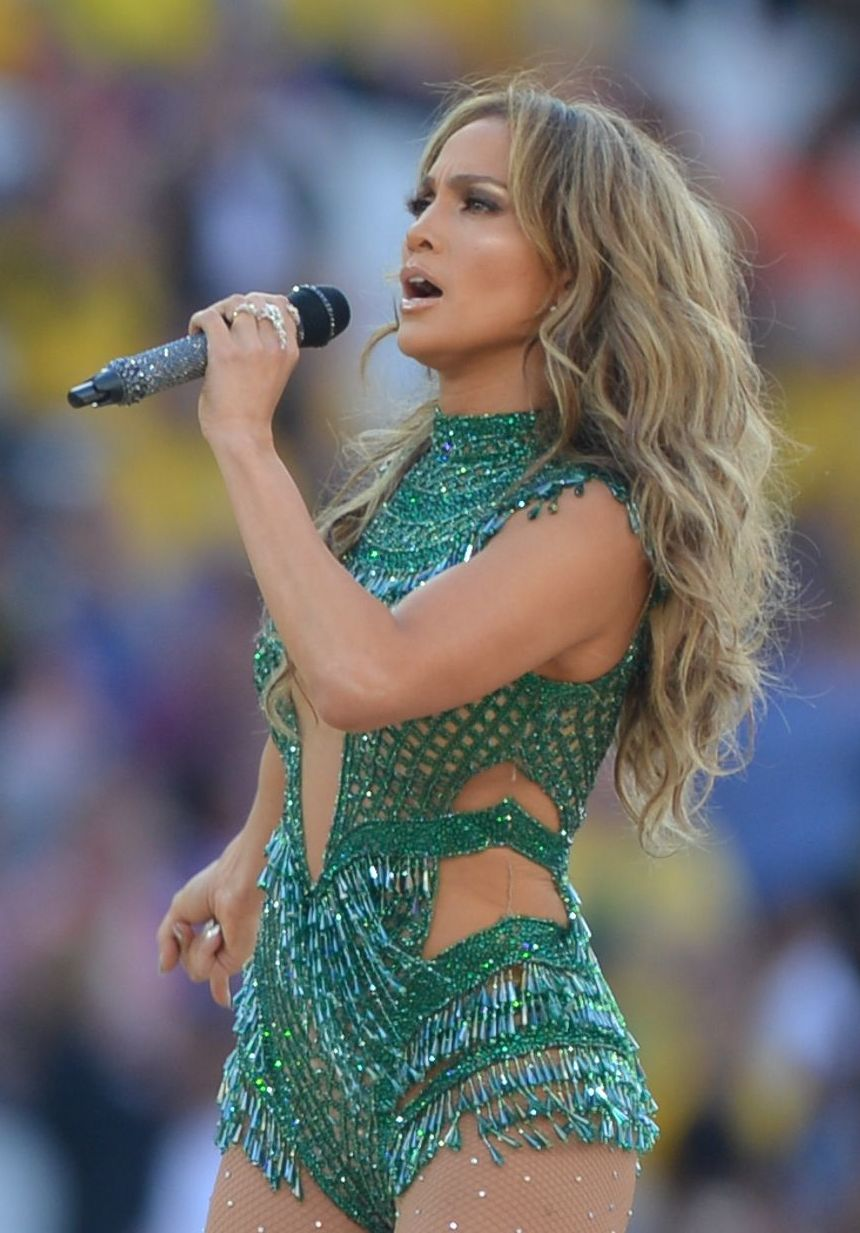
Jennifer Lopez, actriță și cântăreață americană

- 1911: Ernesto Sabato, scriitor argentinian (d. 2011)
- 1918: Antonio Candido, scriitor brazilian (d. 2017)
- 1920: Bella Abzug, politiciană americană, luptătoare pentru drepturile femeilor (d. 1998)
- 1934: Alexandru Jula, interpret român de muzică ușoară (d. 2018)
- 1946: Neith Nevelson, artist american
- 1949: Michael Richards, actor american
- 1950: Viorel Rogoz, etnolog român
- 1952: Gus Van Sant, regizor american
- 1954: Vasile Dîba, caiacist român
- 1960: Elena Fidatov, atletă română
- 1963: Karl Malone, baschetbalist american
- 1966: Fabio Frittelli, muzician italian (d. 2013)
- 1969: Jennifer Lopez, actriță și cântăreață americană
- 1970: Radu Tudor, jurnalist român
- 1971: Liana Stanciu, prezentatoare de radio și televiziune
- 1974: Dimitar Kovačevski, politician și economist macedonean, prim-ministru al Macedoniei de Nord (2022 - 2024)
- 1976: Tiago Monteiro, pilot de curse auto portughez
- 1980: Iulia Vântur, prezentatoare de televiziune, model și actriță română
- 1982: Elisabeth Moss, actriță americană
- 1987: Natalia Stratulat, atletă din Republica Moldova
- 1995: Giulia Guarieiro, handbalistă braziliană

## Decese
- 1115: Matilda de Toscana (n. 1046)
- 1568: Carlos, Prinț de Asturia (n. 1545)
- 1680: Ferdinand Bol, pictor neerlandez (n. 1616)
- 1739: Benedetto Marcello, compozitor italian (n. 1686)
- 1794: Marguerite Émilie Chalgrin, pictoriță franceză (n. 1760)
- 1862: Martin Van Buren, al 8-lea președinte al Statelor Unite (n. 1782)

Matilda de Toscana
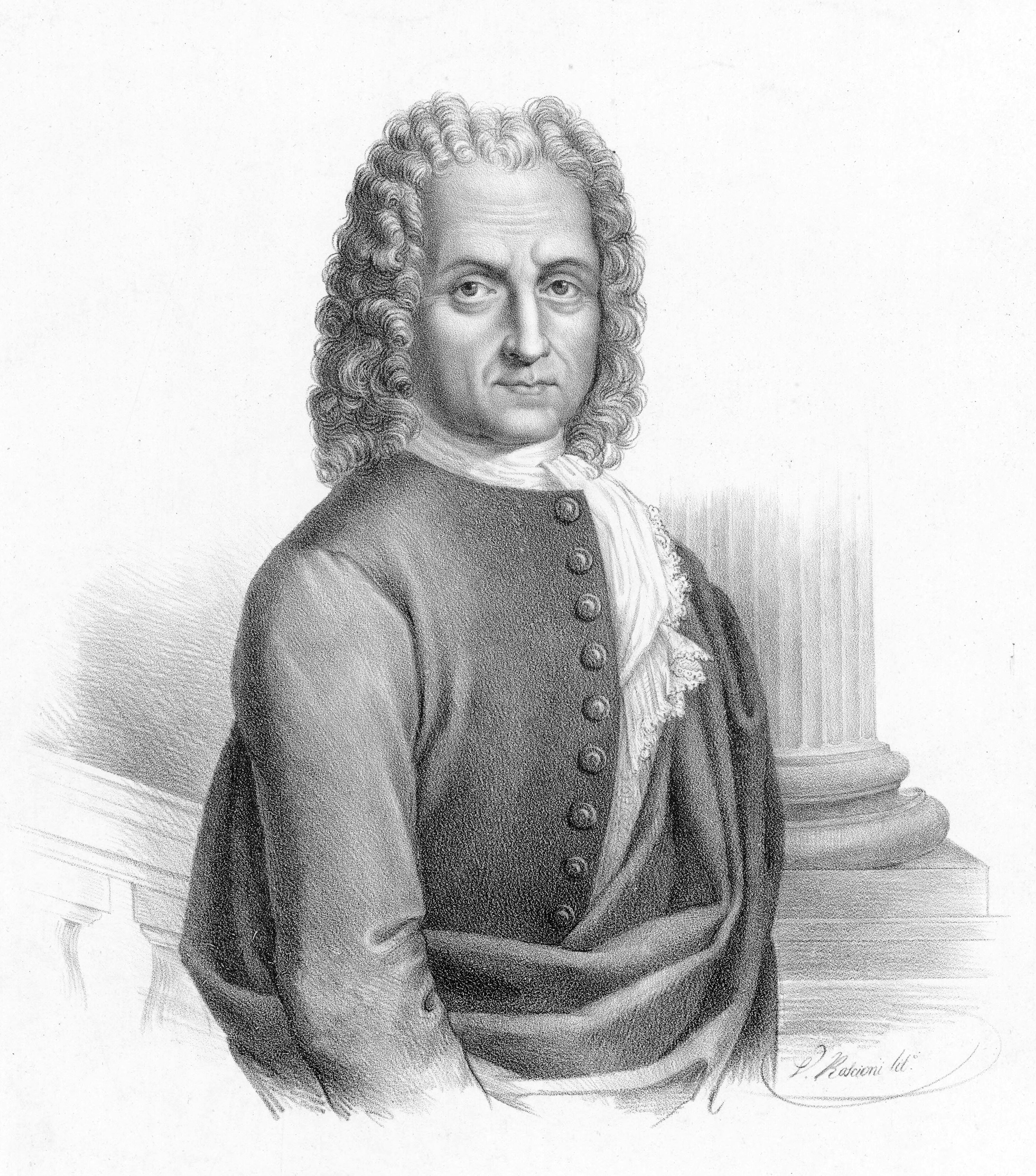
Benedetto Marcello, compozitor italian
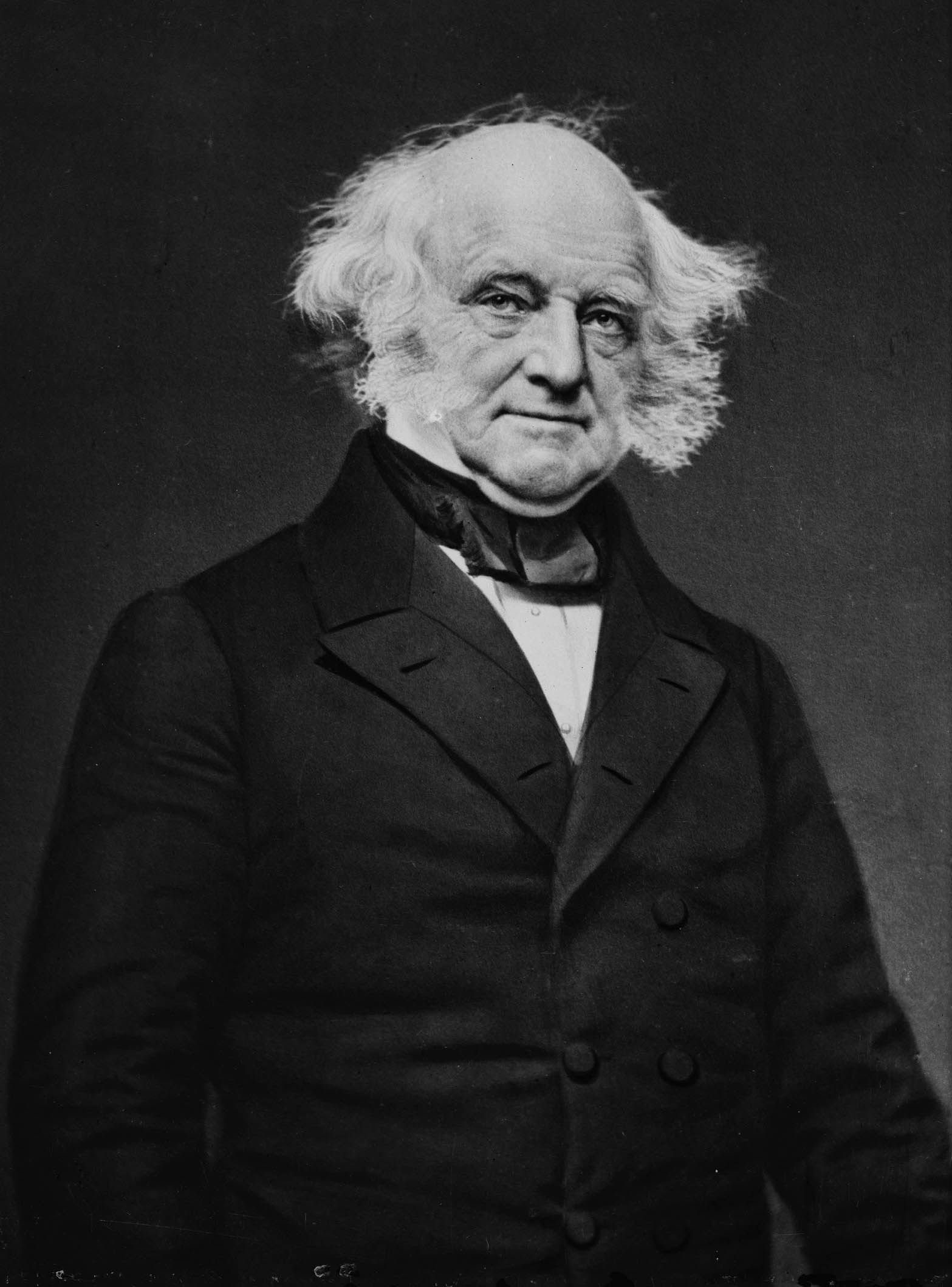
Martin Van Buren, al 8-lea președinte al Statelor Unite

- 1908: Aleksei Ostroumov, medic rus; a fost primul care a demonstrat proveniența valvulară a ritmului cardiac
- 1927: Ryūnosuke Akutagawa, scriitor japonez (n. 1892)
- 1937: Alexandru Obregia, medic român (n. 1860)
- 1959: Mihail Lascăr,  politician comunist și general de armată român, ministru al Apărării Naționale în anii 1946-1947 (n. 1889)
- 1969: Witold Gombrowicz, romancier polonez (n. 1904)
- 1974: James Chadwick, fizician britanic, laureat Nobel (n. 1891)
- 1977: Emil Botta, poet, prozator și actor român de teatru și film (n. 1912)

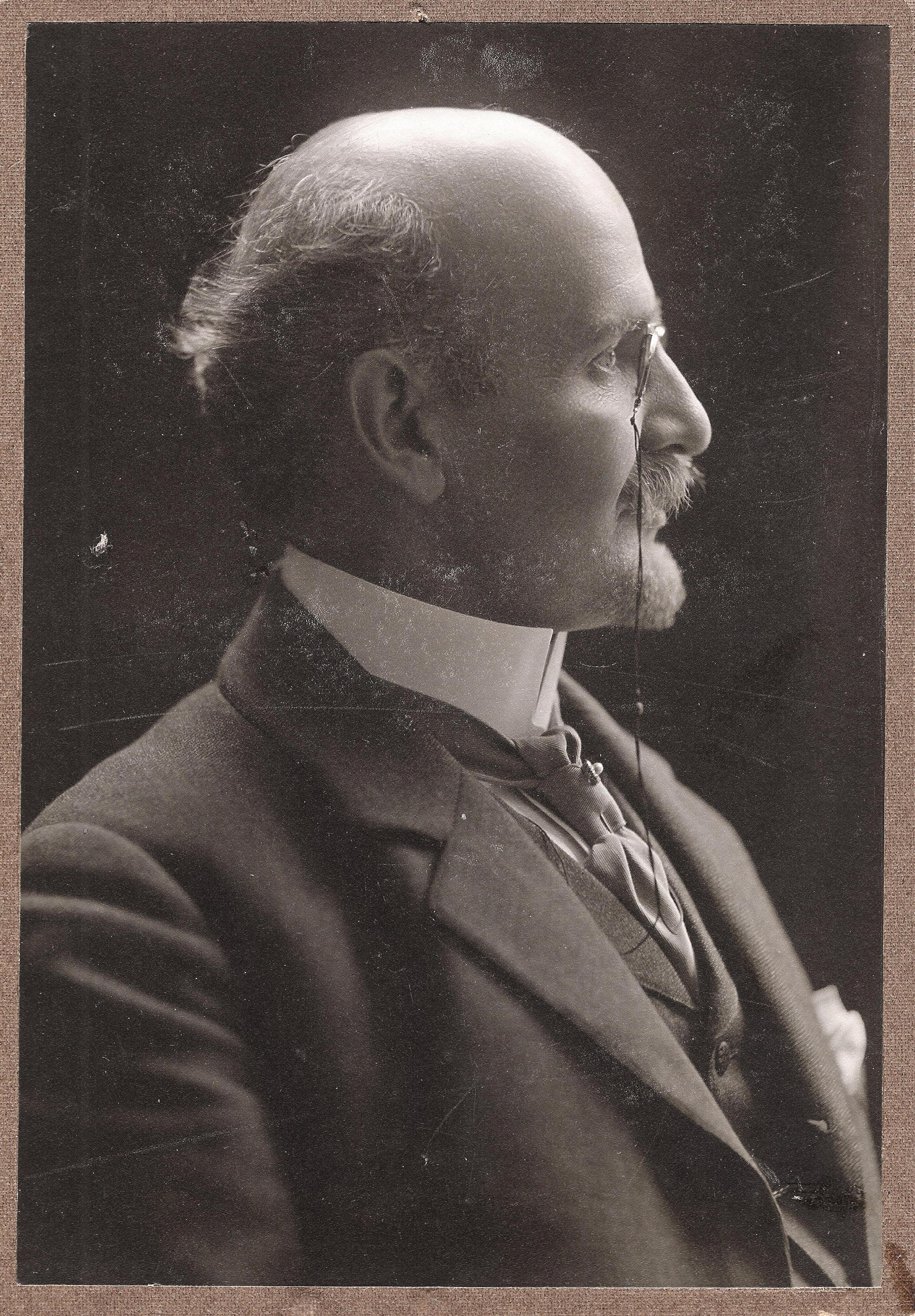
Alexandru Obregia, medic român
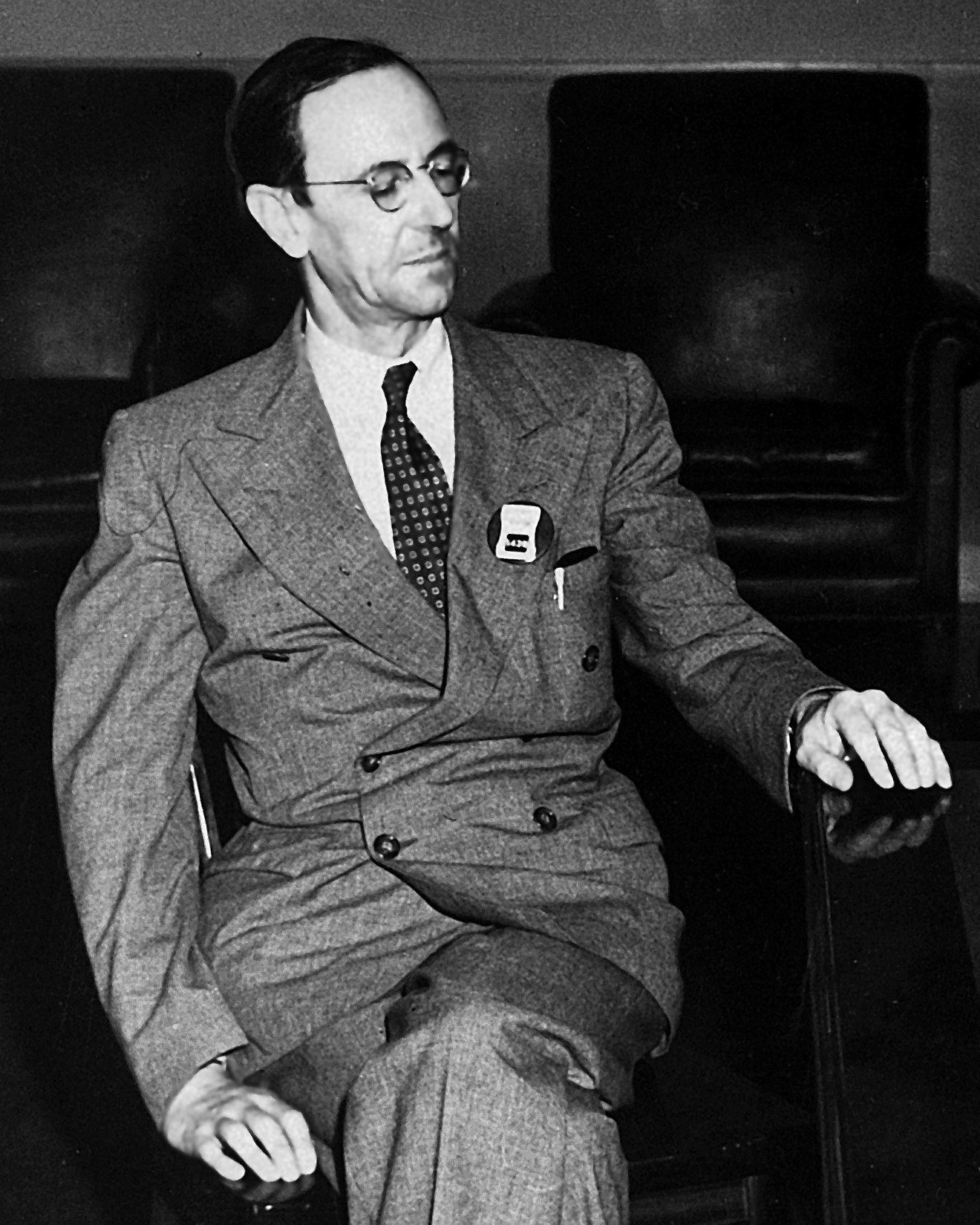
James Chadwick, fizician britanic, laureat Nobel
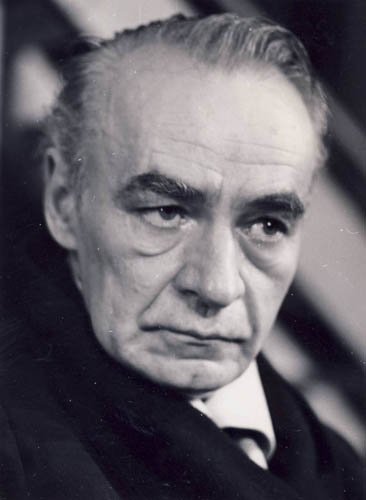
Emil Botta, poet, actor român

- 1980: Peter Sellers, actor britanic (n. 1925)
- 1980: Vladimir Visoțki, actor, poet și muzician rus (n. 1938)
- 1991: Isaac Bashevis Singer, autor polonezo-american, laureat Nobel (n. 1904)
- 2002: Maurice Denham, actor englez (n. 1909)
- 2010: Victor Ciornei, dirijor român (n. 1923)
- 2010: Alex Higgins, jucător nord-irlandez de snooker (n. 1949)
- 2012: John Evans Atta Mills, președintele Ghanei (n. 1944)
- 2017: Niculae Nedeff, jucător și antrenor român de handbal (n. 1928)
- 2025: Hulk Hogan, wrestler american (n. 1953)

## Sărbători
- Sf. M. Mc. Hristina; Sf. Mc. Ermoghen (calendar ortodox)
- România -- Ziua Poliției de Frontieră Române - marchează constituirea, în 1864, a primului corp unificat al grănicerilor din România.